# Casale Foot Ball Club 1932-1933
Questa voce raccoglie le informazioni riguardanti il Casale Foot Ball Club nelle competizioni ufficiali della stagione 1932-1933.

## Rosa
| N. |                   | Ruolo | Calciatore        |
| -- | ----------------- | ----- | ----------------- |
|    | Italia (bandiera) | P     | Vincenzo Provera  |
|    | Italia (bandiera) | P     | Lorenzo Morbelli  |
|    | Italia (bandiera) | D     | Alberto Mazzucco  |
|    | Italia (bandiera) | D     | Giordano Roggero  |
|    | Italia (bandiera) | D     | Giuseppe Pasino   |
|    | Italia (bandiera) | C     | Giuseppe Volta    |
|    | Italia (bandiera) | C     | Piero Castello    |
|    | Italia (bandiera) | C     | Mario Celoria     |
|    | Italia (bandiera) | C     | Francesco Ferrero |
|    | Italia (bandiera) | C     | Attilio Leporati  |
|    | Italia (bandiera) | C     | Valerio Chiappo   |
|    | Italia (bandiera) | C     | Tommaso Caudera   |

| N. |                   | Ruolo | Calciatore         |
| -- | ----------------- | ----- | ------------------ |
|    | Italia (bandiera) | C     | Angelo Morzone     |
|    | Italia (bandiera) | A     | Mario Autelli      |
|    | Italia (bandiera) | A     | Mario Gardini      |
|    | Italia (bandiera) | A     | Enrico Migliavacca |
|    | Italia (bandiera) | A     | Luigi De Marchi    |
|    | Italia (bandiera) | A     | Angelo Schiavetta  |
|    | Italia (bandiera) | A     | Antonio Peternel   |
|    | Italia (bandiera) | A     | Andrea Bertoni     |
|    | Italia (bandiera) | A     | Giuseppe Spinola   |
|    | Italia (bandiera) | A     | Evasio Bosso       |
|    | Italia (bandiera) | A     | Gino Gabba         |
|    | Italia (bandiera) | C     | Brugio             |

## Risultati

### Serie A

#### Girone di andata
| Roma 18 settembre 1932 1ª giornata | Roma | 2 – 0 referto | Casale |  |

| Casale Monferrato 25 settembre 1932 2ª giornata | Casale | 2 – 2 referto | Ambrosiana-Inter |  |

| Genova 2 ottobre 1932 3ª giornata | Genova 1893 | 2 – 0 referto | Casale |  |

| Casale Monferrato 9 ottobre 1932 4ª giornata | Casale | 3 – 2 referto | Pro Patria |  |

| Napoli 16 ottobre 1932 5ª giornata | Napoli | 4 – 0 referto | Casale |  |

| Casale Monferrato 23 ottobre 1932 6ª giornata | Casale | 5 – 1 referto | Bari |  |

| Torino 6 novembre 1932 7ª giornata | Torino | 9 – 0 referto | Casale |  |

| Casale Monferrato 13 novembre 1932 8ª giornata | Casale | 1 – 2 referto | Juventus |  |

| Alessandria 20 novembre 1932 9ª giornata | Alessandria | 1 – 1 referto | Casale |  |

| Casale Monferrato 4 dicembre 1932 10ª giornata | Casale | 0 – 1 referto | Pro Vercelli |  |

| Casale Monferrato 11 dicembre 1932 11ª giornata | Casale | 3 – 4 referto | Bologna |  |

| Firenze 18 dicembre 1932 12ª giornata | Fiorentina | 3 – 0 referto | Casale |  |

| Roma 8 gennaio 1933 13ª giornata | Lazio | 1 – 0 referto | Casale |  |

| Casale Monferrato 25 gennaio 1933 14ª giornata | Casale | 2 – 1 referto | Palermo |  |

| Casale Monferrato 22 gennaio 1933 15ª giornata | Casale | 2 – 0 referto | Triestina |  |

| Padova 29 gennaio 1933 16ª giornata | Padova | 2 – 1 referto | Casale |  |

| Milano 5 febbraio 1933 17ª giornata | Milan | 3 – 0 referto | Casale |  |

#### Girone di ritorno
| Casale Monferrato 19 febbraio 1933 18ª giornata | Casale | 1 – 1 referto | Roma |  |

| Milano 26 febbraio 1933 19ª giornata | Ambrosiana-Inter | 4 – 2 referto | Casale |  |

| Casale Monferrato 5 marzo 1933 20ª giornata | Casale | 2 – 3 referto | Genova 1893 |  |

| Busto Arsizio 12 marzo 1933 21ª giornata | Pro Patria | 5 – 1 referto | Casale |  |

| Casale Monferrato 19 marzo 1933 22ª giornata | Casale | 1 – 0 referto | Napoli |  |

| Bari 26 marzo 1933 23ª giornata | Bari | 3 – 3 referto | Casale |  |

| Casale Monferrato 9 aprile 1933 24ª giornata | Casale | 1 – 0 referto | Torino |  |

| Torino 16 aprile 1933 25ª giornata | Juventus | 6 – 0 referto | Casale |  |

| Casale Monferrato 23 aprile 1933 26ª giornata | Casale | 0 – 0 referto | Alessandria |  |

| Vercelli 30 aprile 1933 27ª giornata | Pro Vercelli | 2 – 1 referto | Casale |  |

| Bologna 21 maggio 1933 28ª giornata | Bologna | 7 – 0 referto | Casale |  |

| Casale Monferrato 25 maggio 1933 29ª giornata | Casale | 1 – 0 referto | Fiorentina |  |

| Casale Monferrato 28 maggio 1933 30ª giornata | Casale | 1 – 0 referto | Lazio |  |

| Palermo 4 giugno 1933 31ª giornata | Palermo | 1 – 0 referto | Casale |  |

| Trieste 11 giugno 1933 32ª giornata | Triestina | 3 – 0 referto | Casale |  |

| Casale Monferrato 18 giugno 1933 33ª giornata | Casale | 1 – 0 referto | Padova |  |

| Casale Monferrato 25 giugno 1933 34ª giornata | Casale | 0 – 0 referto | Milan |  |

## Statistiche

### Statistiche di squadra
| Competizione | Punti | In casa | In casa | In casa | In casa | In casa | In casa | In trasferta | In trasferta | In trasferta | In trasferta | In trasferta | In trasferta | Totale | Totale | Totale | Totale | Totale | Totale | DR  |
| Competizione | Punti | G       | V       | N       | P       | Gf      | Gs      | G            | V            | N            | P            | Gf           | Gs           | G      | V      | N      | P      | Gf     | Gs     | DR  |
| ------------ | ----- | ------- | ------- | ------- | ------- | ------- | ------- | ------------ | ------------ | ------------ | ------------ | ------------ | ------------ | ------ | ------ | ------ | ------ | ------ | ------ | --- |
| Serie A      | 24    | 17      | 9       | 4       | 4       | 26      | 17      | 17           | 0            | 2            | 15           | 9            | 58           | 34     | 9      | 6      | 19     | 35     | 75     | -40 |

### Statistiche dei giocatori
| Giocatore      | Serie A  | Serie A |
| Giocatore      | Presenze | Reti    |
| -------------- | -------- | ------- |
| M. Autelli     | 32       | 2       |
| A. Bertoni     | 2        | 0       |
| E. Bosso       | 1        | 0       |
| A. Brugio      | 1        | 0       |
| P. Castello    | 24       | 0       |
| T. Caudera     | 4        | 1       |
| M. Celoria     | 24       | 11      |
| V. Chiappo     | 13       | 2       |
| L. De Marchi   | 23       | 2       |
| F. Ferrero     | 20       | 0       |
| G. Gabba       | 1        | 0       |
| M. Gardini     | 28       | 4       |
| A. Leporati    | 16       | 0       |
| A. Mazzucco    | 29       | 0       |
| E. Migliavacca | 28       | 2       |
| L. Morbelli    | 3        | -8      |
| A. Morzone     | 1        | 0       |
| G. Pasino      | 13       | 0       |
| A. Peternel    | 2        | 0       |
| V. Provera     | 31       | -67     |
| G. Roggero     | 26       | 0       |
| A. Schiavetta  | 20       | 10      |
| G. Spinola     | 1        | 0       |
| G. Volta       | 31       | 1       |